# روي باربوسا
روي باربوسا (بالبرتغالية: Ruy Barbosa‏)؛ بلدية في ولاية باهيا في المنطقة الشمالية الشرقية من البرازيل. بلغ عدد سكانها 29869 نسمة في عام 2010.